# Julie Delpy
Julie Delpy (París, 21 de diciembre de 1969) es una actriz, cantante, compositora, directora, guionista y productora francoestadounidense. 
Trabaja tanto en Europa como en Estados Unidos. Es conocida mayormente por la trilogía de películas dirigidas por Richard Linklater, Antes del amanecer, Antes del atardecer y Before Midnight, que coprotagonizó con Ethan Hawke. Por Antes del atardecer fue nominada al Óscar al mejor guion adaptado que coescribió con Linklater y Hawke. Por Before Midnight volvió a ser nominada en la misma categoría de los Premios Óscar, y además fue nominada al Globo de Oro como mejor actriz de comedia o musical.

## Biografía

### Primeros años
Es hija de Albert Delpy y Marie Pillet, ambos actores de cine y de teatro de vanguardia. Su padre se crio en Vietnam, Camboya y África Occidental, donde el abuelo de Julie era funcionario colonial. 
Animada por el ambiente artístico en que creció, Julie Delpy hizo su debut en el teatro a los cinco años y a los catorce obtuvo su primer papel en el cine en la película Detective, dirigida por Jean-Luc Godard. Dos años más tarde, fue elegida como protagonista de la película La Passion Béatrice. Con el sueldo se pagó su primer viaje a Nueva York, yendo a esta ciudad regularmente hasta que se instaló en ella en 1990.

### Carrera profesional

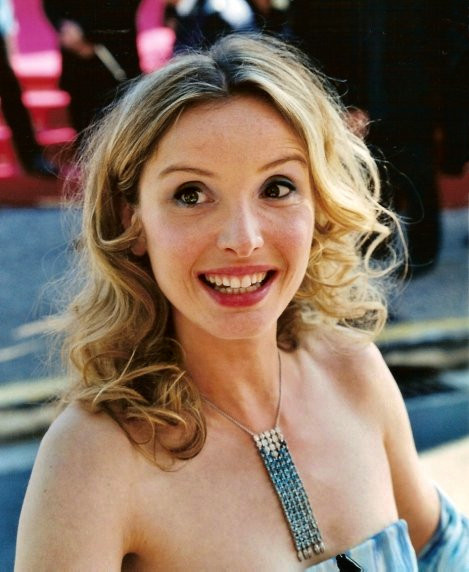
Delpy en el Festival de Cannes, 2002.

Julie Delpy obtuvo éxito internacional por su papel en la película de 1990 Europa Europa, con su interpretación de Leni, una chica pronazi, que se enamora de Solomon Perel, sin saber que este es judío. Tras esto, le ofrecieron muchos papeles tanto en Hollywood como en Europa.
En 1993, fue elegida por el director Krzysztof Kieślowski para participar en la segunda película de su trilogía Tres colores. Aparecía como protagonista en Tres colores: Blanco, y hacía cameos en las otras dos cintas de la serie.
Delpy, interesada por la dirección desde su infancia, participó en un curso de verano sobre dirección en la Universidad de Nueva York y debutó como directora en 1995 con el cortometraje Blah Blah Blah. En 2002 dirigió su primer largometraje, Looking for Jimmy, que también escribió y produjo. De carácter experimental, fue estrenado en Estados Unidos y Francia, aunque pasó desapercibido. En 10 de febrero de 2007 presentó en el Festival Internacional de Cine de Berlín Dos días en París (Deux Jours à Paris), una nueva producción que dirige, escribe, protagoniza y además compone la banda sonora. Junto a ella actúan Adam Goldberg y Daniel Brühl. Curiosamente, los padres de la actriz, Albert Delpy y Marie Pillet, interpretaron en la película a los padres de la protagonista. Intercala su faceta como realizadora con la interpretación y prepara para 2008 una nueva producción titulada The Countess, donde además de dirigir interpretará a la sanguinaria condesa húngara Isabel Báthory.
Su consolidación en los Estados Unidos fue a raíz de su participación junto a Ethan Hawke en la película de 1995 Antes del amanecer, dirigida por Richard Linklater. La película obtuvo magníficas críticas y es uno de los mejores ejemplos de cine independiente de los 90. Este éxito le llevó a liderar el reparto de Un hombre lobo americano en París, aunque esta fue considerada como decepcionante por la crítica.
En 2004, Julie Delpy repitió su papel de “Celine” en la secuela de Antes del amanecer, titulada Antes del atardecer. En esta se congregó el mismo equipo que en la anterior y el guion fue coescrito por el director Richard Linklater, Ethan Hawke y la propia Delpy. Las críticas fueron entusiastas y la actriz, junto a sus compañeros, fue nominada al Oscar al mejor guion adaptado ese año.
De una gran inquietud artística, Julie Delpy compuso y grabó en 2003 un disco titulado Julie Delpy. Tres de las canciones que contenía el disco: "A waltz for a night", "An ocean apart" and "Je t'aime tant" fueron usadas en la banda sonora de Antes del atardecer.
Delpy actualmente reside en Los Ángeles y se naturalizó estadounidense en el 2001 aunque manteniendo su nacionalidad francesa.
En el Festival Sundance del 2013 se ha estrenado la continuación de las películas “Before Sunrise” y “Before Sunset”; “Before Midnight”.
En 2015, Julie Delpy estrenó "Lolo", protagonizando a Violette, una adicta al trabajo de 45 años de edad, con una carrera en la industria de la moda que, en un viaje de amigas, se enamora de un genio de la computación, Jean-René Graves. "Lolo" también fue dirigida por Delpy.

## Filmografía

### Como actriz
| Año  | Título                                                            | Papel                 | Director             |
| 1985 | Detective (Détective)                                             | Chica lista           | Jean-Luc Godard      |
| 1986 | Mala sangre (Mauvais sang)                                        | Lise                  | Léos Carax           |
| 1987 | El rey Lear (King Lear)                                           | Virginia              | Jean-Luc Godard      |
| 1987 | La pasión de Béatrice (La passion Béatrice)                       | Béatrice de Cortemart | Bertrand Tavernier   |
| 1989 | La noche oscura                                                   | Monja                 | Carlos Saura         |
| 1991 | Europa, Europa                                                    | Leni                  | Agnieszka Holland    |
| 1991 | Homo Faber                                                        | Sabeth                | Volker Schlöndorff   |
| 1993 | Younger and Younger                                               | Melodie               | Percy Adlon          |
| 1993 | Los tres mosqueteros (The Three Musketeers)                       | Constance             | Stephen Herek        |
| 1994 | Tres colores: Blanco (Trzy kolory: Bialy)                         | Dominique             | Krzysztof Kieślowski |
| 1994 | Killing Zoe                                                       | Zoe                   | Roger Avary          |
| 1995 | Antes del amanecer (Before Sunrise)                               | Celine                | Richard Linklater    |
| 1997 | Un hombre lobo americano en París (An American Werewolf in Paris) | Serafine Pigot        | Anthony Waller       |
| 1998 | Colgados en Los Ángeles (L.A. Without a Map)                      | Julie                 | Mika Kaurismäki      |
| 1998 | Un regalo muy especial (The Treat)                                | Francesca             | Jonathan Gems        |
| 1999 | But I'm a Cheerleader                                             | Lesbiana              | Jamie Babbit         |
| 1999 | La pasión de Ayn Rand (The Passion of Ayn Rand)                   | Barbara               | Christopher Menaul   |
| 2000 | Arena (Sand)                                                      | Lill                  | Matt Palmieri        |
| 2001 | Waking life                                                       | Celine                | Richard Linklater    |
| 2001 | Misterios del sexo (Investigating Sex)                            | Chloe                 | Alan Rudolph         |
| 2004 | Antes del atardecer (Before Sunset)                               | Celine                | Richard Linklater    |
| 2005 | Flores rotas (Broken Flowers)                                     | Sherry                | Jim Jarmusch         |
| 2006 | La leyenda de Lucy Keyes (The Legend of Lucy Keyes)               | Jeanne Cooley         | John Stimpson        |
| 2006 | La gran estafa (The Hoax)                                         | Nina Van Pallandt     | Lasse Hallström      |
| 2007 | Cuatro vidas (The Air I Breathe)                                  | Gina                  | Jieho Lee            |
| 2007 | Dos días en París (2 Days in Paris)                               | Marion                | Julie Delpy          |
| 2009 | La condesa (The Countess)                                         | Erzsébet Báthory      | Julie Delpy          |
| 2011 | Le Skylab (The Skylab)                                            | Anna                  | Julie Delpy          |
| 2012 | Dos días en New York (2 Days in New York)                         | Marion                | Julie Delpy          |
| 2013 | Before Midnight                                                   | Celine                | Richard Linklater    |
| 2015 | Avengers: Age of Ultron                                           | Madame B              | Joss Whedon          |
| 2015 | Lolo                                                              | Violette              | Julie Delpy          |

### Como directora
| Año  | Título                        | Notas                                      |
| 1995 | Blah Blah Blah                | cortometraje                               |
| 2002 | Looking for Jimmy             | debut en largometraje                      |
| 2004 | J'ai peur, j'ai mal, je meurs | cortometraje                               |
| 2007 | Dos días en París             | estrenada en el Festival de Cine de Berlín |
| 2009 | The Countess                  | largometraje                               |
| 2011 | Le Skylab                     | largometraje-comedia                       |
| 2015 | Lolo                          | largometraje-comedia                       |

## Premios y distinciones
Premios Óscar
| Año  | Categoría            | Película            | Resultado |
| ---- | -------------------- | ------------------- | --------- |
| 2005 | Mejor guion adaptado | Antes del atardecer | Nominada  |
| 2014 | Mejor guion adaptado | Antes del anochecer | Nominada  |

Festival Internacional de Cine de Venecia
| Año  | Categoría         | Película | Resultado |
| ---- | ----------------- | -------- | --------- |
| 2015 | Premio Laguna Sud | Lolo     | Ganadora  |

Festival Internacional de Cine de San Sebastián
| Año  | Categoría                  | Película  | Resultado |
| ---- | -------------------------- | --------- | --------- |
| 2011 | Premio especial del jurado | La Skylab | Ganadora  |

## Discografía
- 2003 - Julie Delpy